# Брокмерланд

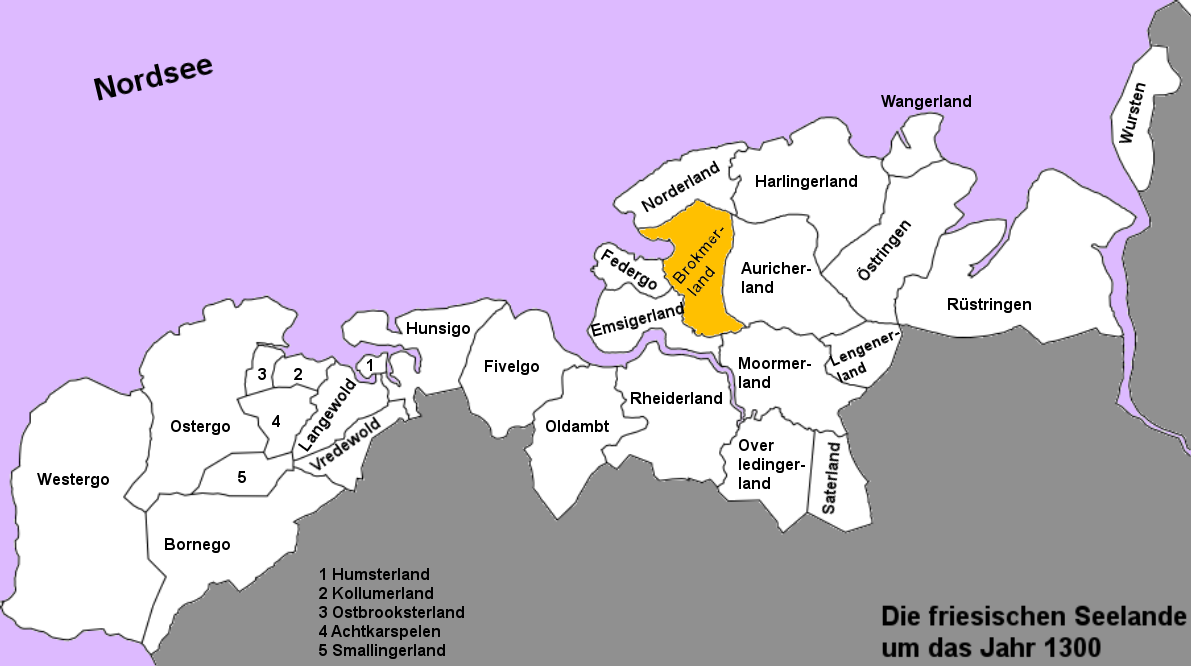
Территория фризских земель около 1300 года

Брокмерланд — это историческая область, расположенная в западной части Восточной Фризии, которая охватывает территорию в современных сообществах Брокмерланд и Зюдброкмерланд и вокруг них. Брокмерленд граничит на востоке с Харлингерландом и на севере с Нордерландом.

## Происхождение названия
Название Брокмерланд происходит от древнефризского и древнесаксонского слова brōk, что означало болотистую лесистую местность, которая очень редко заселена и характеризуется многочисленными озёрами.

## История
До раннего средневековья Брокмерленд был в основном необитаем и являлся естественной границей между Федерго и Эмсго, с одной стороны, и провинциями Нордерланд и Эстринген, с другой. Эта граница также сыграла свою роль в истории церкви, потому что она была разделительной линией между Мюнстерским епископством (Федерго и Эмсго) и Бременским архиепископством (Нордерланд и Эстринген).
Археологические находки свидетельствуют о слабой заселённости в период до 800 г. н.э. Население стало рости примерно с 1100 года, во-первых, потому что строительство дамб в регионе было завершено, а во-вторых, потому что наводнение Святой Юлианы 1164 года вынудило многих людей бежать с побережья вглубь страны. Кроме того, в позднем средневековье численность населения увеличилась, в результате чего малонаселённые районы Восточной Фризии стали доступными в результате процесса освоения земель, известного как внутренняя колонизация.

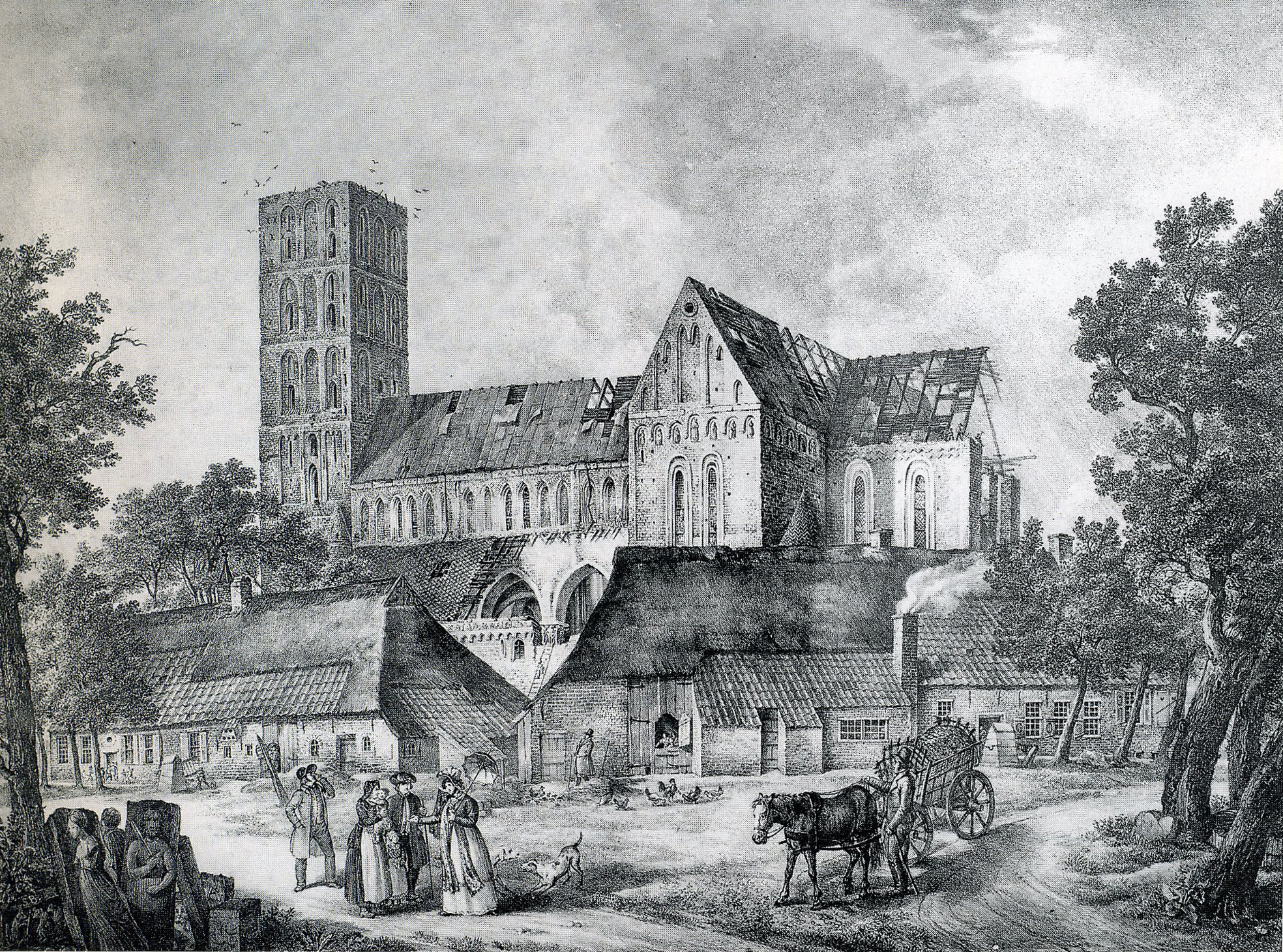
Церковь Мариенхафе во время её демонтажа в 1829 году

В течение XIII века Брокмерланд переживал свой расцвет. В это время велось строительство больших церквей, из которых церковь Мариенхафе была самой большой. В то время она была даже самой большой церковью на северо-западе Германии, и даже в 1462 году папа Пий II жертвовал средства во время посещения церкви. Епископ Мюнстера признал растущую важность области в середине XIII века, предоставив церкви её собственную епархию. Ранее территория относилась к приходам Уттума и Хинте. Кроме того, епископ построил замок в Фехнузене в приходе Энгерхафе, позже названный Ольдеборгом, который сформировал ядро современного поселения.
Фризские территории имели конституцию консульства, согласно которой консулы и судьи избирались населением на один год. Политическое руководство и судебная власть были непосредственно в руках населения. Каждый год проводились встречи представителей Семи приморских земель. Самым частым местом этих встреч был тогда Упстальсбом. Брокмерланд имел свою собственную юрисдикцию, а в виде Брокмерской рукописи также и свою конституцию. Этот документ является наиболее подробным источником фризского права из территориальной и судебной конституции Брокмерланда, закон которой основан на коллективной воле народа.
В конце XIII века Аурихерланд присоединился к Брокмерланду и сформировал четвёртый регион его территории. После окончания правления хофтлингов (вождей) рода том Брок в 1450 году Аурихерланд снова отделился от Брокмерланда.